# 团结右翼集会

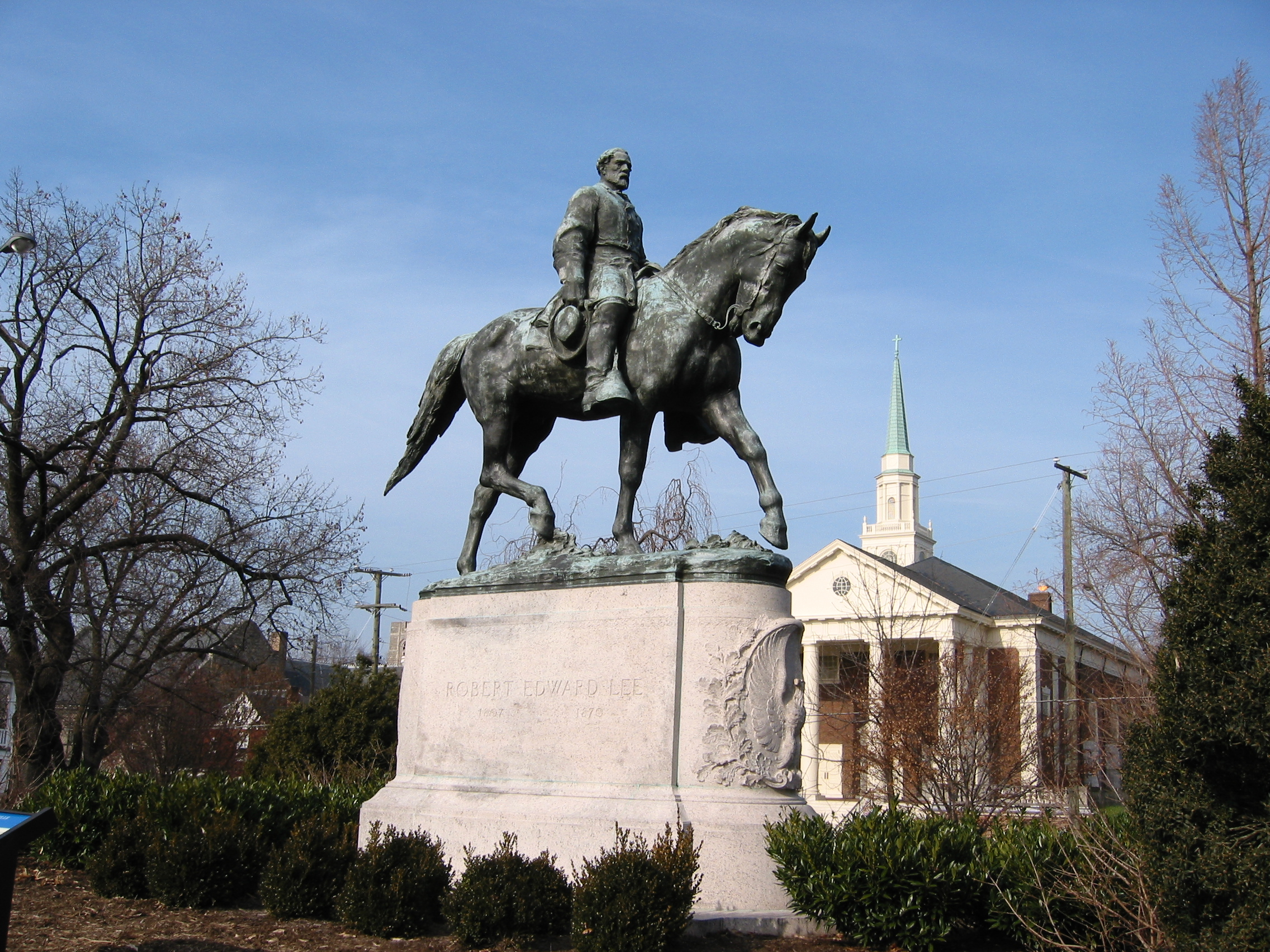
解放公园内的罗伯特·李将军雕像

团结右翼集会（英語：Unite the Right Rally）是2017年8月11日至12日，白人至上主义团体（其中包括另类右翼、新纳粹主义、KKK黨、白人民族主義与极右翼团体）在美国弗吉尼亚州夏洛茨维尔举行的一次的大规模集会。参与者抗议将美利坚联盟国的纪念碑与纪念物从公共场所移走，尤其是他们对于从解放公园内移走罗伯特·李将军雕像表示不满。
在此次集会上演讲的有蒂姆·垂德斯通、大卫·杜克、理查德·斯潘塞、迈克·埃诺赫以及南方联盟创始人迈克尔·希尔等人。这些演讲者声称犹太人正在毁灭西方，并向唐纳德·特朗普与阿道夫·希特勒致敬。集会中，大卫·杜克宣称集会的目的是为了实现唐纳德·特朗普的承诺。
集会过程中，一辆汽车冲入了反对集会的人群，造成了一名女性死亡，另有19人受伤，其中5人伤势严重。另外，至少有19人在集会冲突中受伤。一架监视集会冲突的警用直升机意外坠毁，造成机上的两名警察殉职。

## 背景
2017年5月，弗吉尼亚州夏律第鎮市议会决定移除一座李将军雕像。李将军在南北战争期间效忠于南部邦联，反对废奴主义，市议会和支持拆除者认为其形象与种族主义有关联，因此投票作出这一决定。2015年，一名白人优越主义者在南卡羅萊納州查爾斯頓一座非裔美国人教堂制造枪击案，之后其国内对于联盟旗和将军雕像等南部邦联标志物的存废产生争议。支持废除者认为南部邦联与种族主义密切相关，而支持保留者认为保留标志并非宣扬种族主义，而是反对“政治正确”和“破坏历史”。这些南部邦联纪念雕像多修建于20世纪后，在普莱西诉弗格森案度后大幅增加，之后1950年代至1960年代民权运动高峰时再次引发修筑热潮，在黑人的命也是命运动后也明显回暖。《大西洋》指出，类似雕像的修建与黑人平权运动密切相关，是对黑人平权的反抗。
夏綠蒂鎮的这一决定引发了部分右翼人士的不满，另类右派领导人物理查德·斯宾塞率领其支持者在当地举行抗议示威。在游行中，斯宾塞及其支持者高举火把，并喊出“俄罗斯是我们的朋友”以及纳粹德国口号“血与土”。有示威者称自己“并非白人优越主义”，而是要保护“白人的遗产、文化和欧罗巴人种的身份”。斯宾塞在游行中也称“他们不能毁灭我们（白人），我们已经觉醒……白人拥有未来，一个掌握权力、美丽和自由表达的未来”。此次示威亦对川普前弗吉尼亚州竞选活动主席科瑞·斯图尔特提出声援。斯图尔特长期支持保留邦联标志，认为应当“保护历史”、反对“政治正确”，但并未参与此次行动。夏綠蒂鎮市长麦克·西格纳（Mike Signer）对此发表声明，称斯宾塞领导的抗议“极度愚昧”，其高举火把的抗议行动“又回到了三K党的年代”。他称这一抗议行动的目的是在当地居民中“制造恐慌”，称夏綠蒂鎮拒绝这种恐吓行径”。弗吉尼亚州的民主党和共和党两党政治人物都谴责了这次示威，当地民众也举行烛光守夜活动以抗议斯宾塞的这一示威行动。

## 集会
8月11日，白人优越主义支持者在夏綠蒂鎮再次举行大规模示威集会。示威者多从外地赶来，他们手举火把喊出“血与土”以及“一个民族，一个国家，终结移民”的口号，高呼“你们不能取代我们”“犹太人不能取代我们（Jews will not replace us）”，誓言要“夺回美国”。还有非裔美国人称受到示威者发出的生命威胁。三K党前领导人大卫·杜克（David Duke）则称此次示威是为了“兑现川普总统的诺言”。警方预估游行吸引2,000至6,000人参加，将成为美国数十年间最大规模的类似活动。警方和国民警卫队密切监控活动，以防出现暴力事件。西格纳市长和美國公民自由聯盟在集会前都表示人们有权自由集会表达观点，但西格纳提醒警方和政府应当做好准备防止出现冲突。
反对示威者在现场也举行活动抗议此次示威，示威者將反对者层层包围，期间发生小规模冲突，至少一人被警方逮捕。活动最终升级为暴力冲突，一名示威支持者驾车蓄意冲撞“和平抗议的”反示威人群造成1人死亡，19人受伤。另有一架警用直升机坠毁导致两名警察殉职。弗吉尼亚州宣布进入紧急状态。
驾车袭击者之后确认为肯塔基州20岁白人男性小詹姆斯·亚力克斯·菲尔兹（James Alex Fields Jr）。他是白人至上主义支持者，其老师称他长期处在“新纳粹主义的边缘”，其Facebook上张贴了大量支持纳粹主义、另类右派和支持唐纳德·川普的内容。菲尔兹在事件后被警方逮捕，并面临谋杀等多项指控。共和党籍联邦参议员泰德·科鲁兹则呼吁司法部以“国内恐怖主义”的罪名起诉他。联邦调查局也就此次袭击展开调查。

## 反應
夏綠蒂鎮市长麦克·西格纳、共和党籍联邦参议院临时议长奧林·哈奇、民主党籍弗吉尼亚州州长泰瑞·麥考夫、国会两党议员等两党政治人物和反誹謗聯盟都发表声明表示谴责仇恨言论。美国总统川普在事发后也表示谴责暴力和仇恨，但在被问及对白人优越主义者的观点时态度暧昧，未明确表达观点，受到两党政界和公众的批评。川普於2017年8月14日再次評論说：“种族主义是邪恶的。那些利用种族主义挑起暴力的人是罪犯和暴徒，包括三K党、新纳粹、白人至上主义者和其他仇恨团体，这与我们美国人珍视的一切格格不入。”此后三K党前领导人大卫·杜克要求川普“好好照照镜子，看看是美国白人选你成为总统，不是极端左派”。
8月16日，总统川普在一次活动中称“双方对暴力事件都有责任”，对白人优越主义示威者表示同情，并称示威者中“也有很多好人”，认为“另类左派”应当在暴力冲突中负有责任。此言论再次遭到美国各界的抨击，但大卫·杜克则表示“感谢总统的诚实和勇气”。川普在次日又公开表示，企图拆除南方邦联领导人雕像的举动十分“愚蠢”，支持保留这些雕像。川普幕僚和内阁中的犹太裔人士，如他的女婿兼顾问贾里德·库什纳、财政部长史蒂芬·梅努欽在事件后则始终保持沉默，对事件中的反犹主义和川普的争议言论未公开发表任何意见。
川普发表这一系列言论后，其总统制造业顾问委员会中3M、默克、安德玛、英特尔等多间企业的CEO宣布辞去顾问委员会的职务，川普随即宣布解散此顾问委员会，还解散了战略政策论坛这一顾问委员会。美国总统艺术与人文委员会全体成员也辞职以示抗议。8月18日，川普决定解除白宫首席战略顾问、另类右派重要人物史蒂夫·班农的职务。班农随即回到之前任职的布赖特巴特新闻网，并称“川普的任期到此为止了”，但仍然表示忠诚于他。布赖特巴特编辑乔尔·波洛克（Joel Polock）则在Twitter上以一个单词“#战争”（#WAR）回应班农离职。
集会后，美国多地先后拆毁邦联将领的雕像。多地的民众也举行集会反对白人优越主义，反对暴力和仇恨。
美国的全国公共电台、公共广播网新闻时段和马力斯特民调在8月14日和15日两天，就各地拆除美国内战南方邦联名人雕像的风潮，调查了1,125个18岁以上的美国成年人的民意。有62%的受訪者认为纪念邦联领导人的雕像应該「作为历史标志保留」。民主党的受访者有44%支持保留雕像，共和党的高达86%，而独立人士也有61%表示支持保留。全体受访者的27%表示赞成「移除雕像，因为雕像会冒犯某些人」。民主党受访者的47%、共和党6%、独立人士27%表示赞同移除。全体受访者当中，对應否移除雕像表示「不肯定」的占11%。民主党、共和党和独立人士不置可否的比例分别为百分之9、8和12。
2017年8月中旬，多家美国互联网科技公司如PayPal、Apple、Spotify、Squarespace、WordPress等封杀涉及到仇恨、暴力的团体。

## 外部連結
- The Battle of Charlottesville（页面存档备份，存于）